# Fernando Schultz
Fernando Andrés Schultz Oettinger (Valdivia, 14 de febrero de 1967) es un ingeniero y político miembro de Renovación Nacional. Fue candidato a candidato a senador por la Región de Los Ríos en las elecciones parlamentarias de Chile de 2013.

## Actividades profesionales
Realizó sus estudios en el Liceo de Valdivia y en la Universidad Austral, donde egresó en Ingeniería Forestal. Se ha dedicado la mayor parte de su vida al comercio, a la acción gremial y a la defensa del emprendimiento de pequeñas y medianas empresas.
Fue gerente de Ferretería Valdivia (1996) y director suplente de Valdicor (1998). Empresario de manufacturas de maderas. Se desempeñó también como gerente de la Cámara de Comercio e Industrias de Valdivia (2000) y Vicepresidente del Concejo Económico del Municipio de Valdivia (2002).

## Actividades políticas
Militante de Renovación Nacional, es miembro del Concejo de Seguridad Ciudadana de la Municipalidad de Valdivia.
Director honorario de la Primera Compañía de Bomberos de Valdivia.
Elegido concejal por Valdivia (2004-2008 y 2008-2012). Elegido con 5229 votos (9,67%) en 2004 y con 3403 votos (6,19%). En las elecciones municipales de 2012 no se presentó como candidato, esperando obtener un cupo parlamentario para 2013, el cual consiguió al aceptar el cupo senatorial que no ocupará el presidente de su colectividad, Carlos Larraín, como senador por la Región de Los Ríos.

## Historia electoral

### Elecciones parlamentarias de 2013
- Elecciones parlamentarias de 2013 a Senador por la Circunscripción 16, (Los Ríos)[4]

| Candidato                  | Pacto                          | Partido | Votos  | %     | Resultado |
| -------------------------- | ------------------------------ | ------- | ------ | ----- | --------- |
| Alfonso de Urresti Longton | Nueva Mayoría                  | PS      | 70.121 | 46,87 | Senador   |
| Abernego Mardones Riquelme | Nueva Mayoría                  | PCCh    | 6.467  | 4,32  |           |
| Rodrigo Muñoz Figueroa     | Partido Humanista              | PH      | 3.935  | 2,63  |           |
| Dulcelina Candia Oakley    | Nueva Constitución para Chile  | ILH     | 4.007  | 2,67  |           |
| Ena von Baer Jahn          | Alianza                        | UDI     | 34.101 | 22,79 | Senadora  |
| Fernando Schultz Oettinger | Alianza                        | RN      | 24.867 | 16,62 |           |
| Alejandro Aravena Retamal  | Independiente (Fuera de pacto) | IND     | 6.105  | 4,08  |           |